# Pavage hexagonal
Pour les articles homonymes, voir Pavage (homonymie).
Le pavage hexagonal est, en géométrie, un pavage du plan euclidien constitué d'hexagones réguliers.
C'est l'un des trois pavages réguliers du plan euclidien, avec le pavage carré et le pavage triangulaire.

## Propriétés
Le pavage hexagonal possède un symbole de Schläfli de {6,3}, signifiant que chaque sommet est entouré par 3 hexagones.
Le Théorème du nid d'abeille énonce que le pavage hexagonal régulier est la partition du plan en surfaces égales ayant le plus petit périmètre. Ce théorème fut pressenti dès le IVe siècle à partir de l'observation du pavage hexagonal des alvéoles d'abeille mais ne fut formellement démontré qu'en 1999.

## Applications
Le pavage hexagonal est à la base de l'empilement hexagonal de cercles dans le plan, empilement  le plus dense parmi les empilements de cercles identiques.

Le grillage à poule est constitué d'un treillis hexagonal de fils de fer.

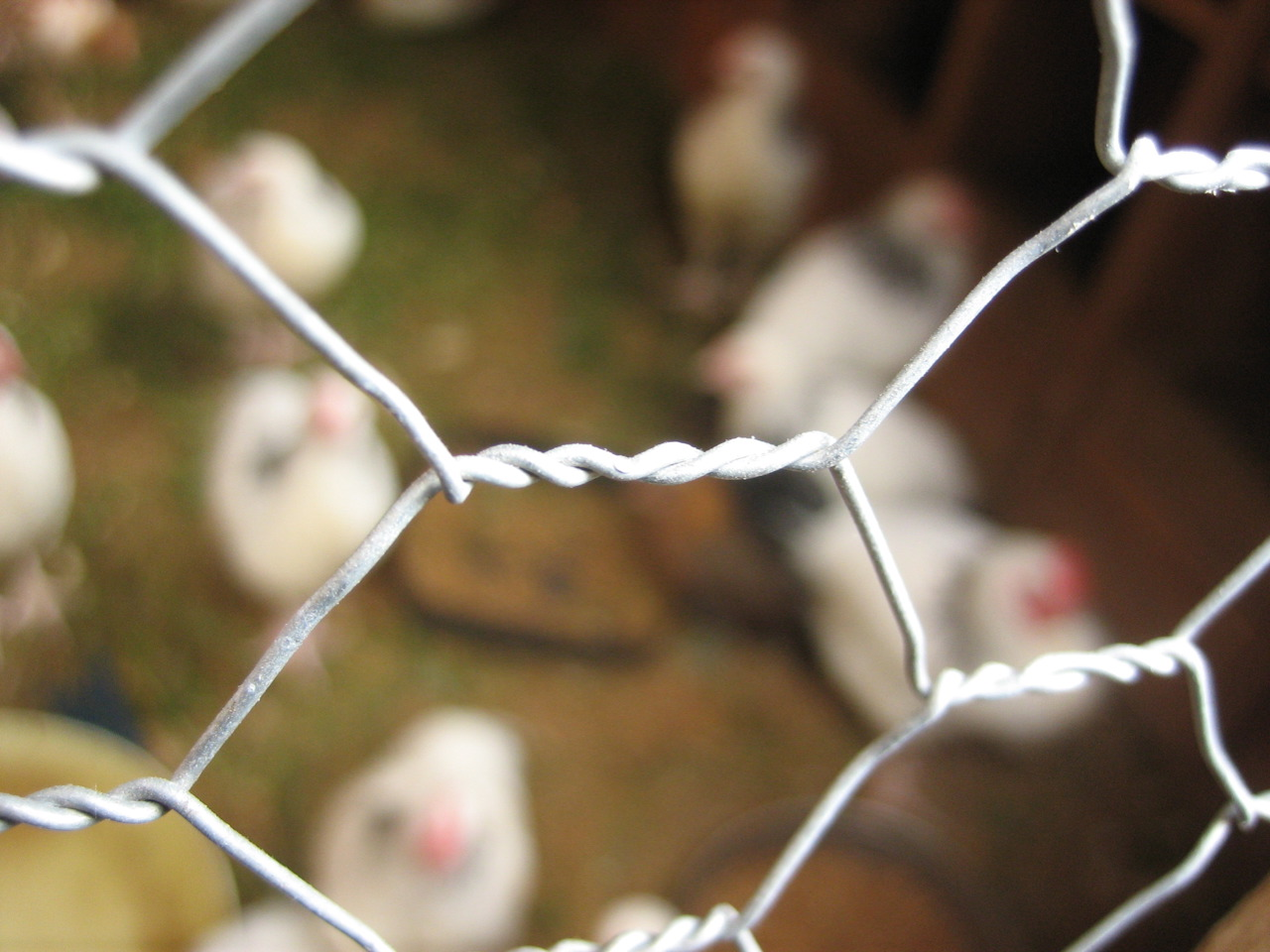

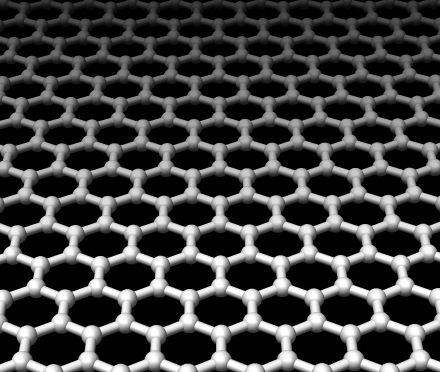
Modélisation du graphène.

Cette structure existe dans la nature sous forme de graphite, où chaque feuille de graphène ressemble au grillage à poules, avec de fortes liaisons covalentes carbone. Des feuilles de graphène tubulaires ont été synthétisées, connues sous le nom de nanotubes de carbone. Elles ont de nombreuses applications potentielles en raison de leur résistance à la traction élevée et de leurs propriétés électriques. Le silicène est similaire.
Le pavage hexagonal apparaît dans de nombreux cristaux. En dimension 3, les structures cristallines cubiques et hexagonales à faces centrées sont courantes. Il s'agit des assemblages de sphères les plus denses en trois dimensions. Structurellement, elles sont constituées de couches parallèles de pavages hexagonaux, similaires à la structure du graphite. Elles diffèrent par la manière dont les couches sont décalées les unes par rapport aux autres, la cubique à faces centrées étant la plus régulière des deux. Le cuivre pur, parmi d’autres matériaux, forme un réseau cubique à faces centrées.

## Colorations uniformes
Il existe trois colorations uniformes distinctes du pavage hexagonal, toutes générées à partir de la symétrie réfléchissante des constructions de Wythoff . Les (h, k) représentent la répétition périodique d'une tuile colorée, en comptant les distances hexagonales comme h d'abord et k ensuite. Le même comptage est utilisé dans les polyèdres de Goldberg, avec une notation {p +,3} h, k, et peut être appliqué aux pavages hyperboliques pour p > 6.
| k -uniforme | 1-uniforme  | 1-uniforme  | 1-uniforme   | 2-uniforme  | 2-uniforme  | 3-uniforme | 3-uniforme |
| ----------- | ----------- | ----------- | ------------ | ----------- | ----------- | ---------- | ---------- |
| Symétrie    | p6m, (*632) | p6m, (*632) | p3m1, (*333) | p6m, (*632) | p6m, (*632) | p6, (632)  | p6, (632)  |
| Image       |             |             |              |             |             |            |            |
| Couleurs    | 1           | 2           | 3            | 2           | 4           | 2          | 7          |
| (h, k)      | (1,0)       | (1,1)       | (1,1)        | (2,0)       | (2,0)       | (2,1)      | (2,1)      |
| Schläfli    | {6,3}       | t{3,6}      | t{3 [3] }    |             |             |            |            |
| Wythoff     | 3 \| 6 2    | 2 6 \| 3    | 3 3 3 \|     |             |             |            |            |
| Coxeter     |             |             |              |             |             |            |            |
| Conway      | H           | tΔ          |              | cH=t6daH    |             | wH=t6dsH   |            |

## Pavage hexagonal chanfreiné

On obtient un pavage hexagonal chanfreiné en remplaçant les arêtes par de nouveaux hexagones ; il se transforme alors en un autre pavage hexagonal. A la limite, les faces originelles disparaissent, les nouveaux hexagones dégénèrent en losanges, et on obtient un pavage rhombique.
| Hexagones (H) | Hexagones chanfreinés (cH) | Hexagones chanfreinés (cH) | Hexagones chanfreinés (cH) | Losanges (daH) |
| ------------- | -------------------------- | -------------------------- | -------------------------- | -------------- |
|               |                            |                            |                            |                |

## Pavages apparentés
Les hexagones peuvent être disséqués en ensembles de 6 triangles. Ce processus conduit à deux pavages 2-uniformes et au pavage triangulaire :
| Pavage régulier | Dissection | 2-pavages uniformes       | 2-pavages uniformes         | Pavage régulier              |  | Pavages doubles            |
| --------------- | ---------- | ------------------------- | --------------------------- | ---------------------------- |  | -------------------------- |
| Pavage original |            | 1 hexagone disséqué sur 3 | 2 hexagones disséqués sur 3 | tous les hexagones disséqués |  | E,puis IH, puis FH, puis H |

Le pavage hexagonal peut être considéré comme pavage rhombique allongé : chaque sommet du pavage rhombique est étiré pour former une nouvelle arête. Ceci est similaire au passage du dodécaèdre rhombique au dodécaèdre rhombique allongé en dimension 3.
| Pavage rhombique. | Pavage hexagonal. | La grillage à poule est obtenu en utilisant cette propriété. |